# Tony Cragg

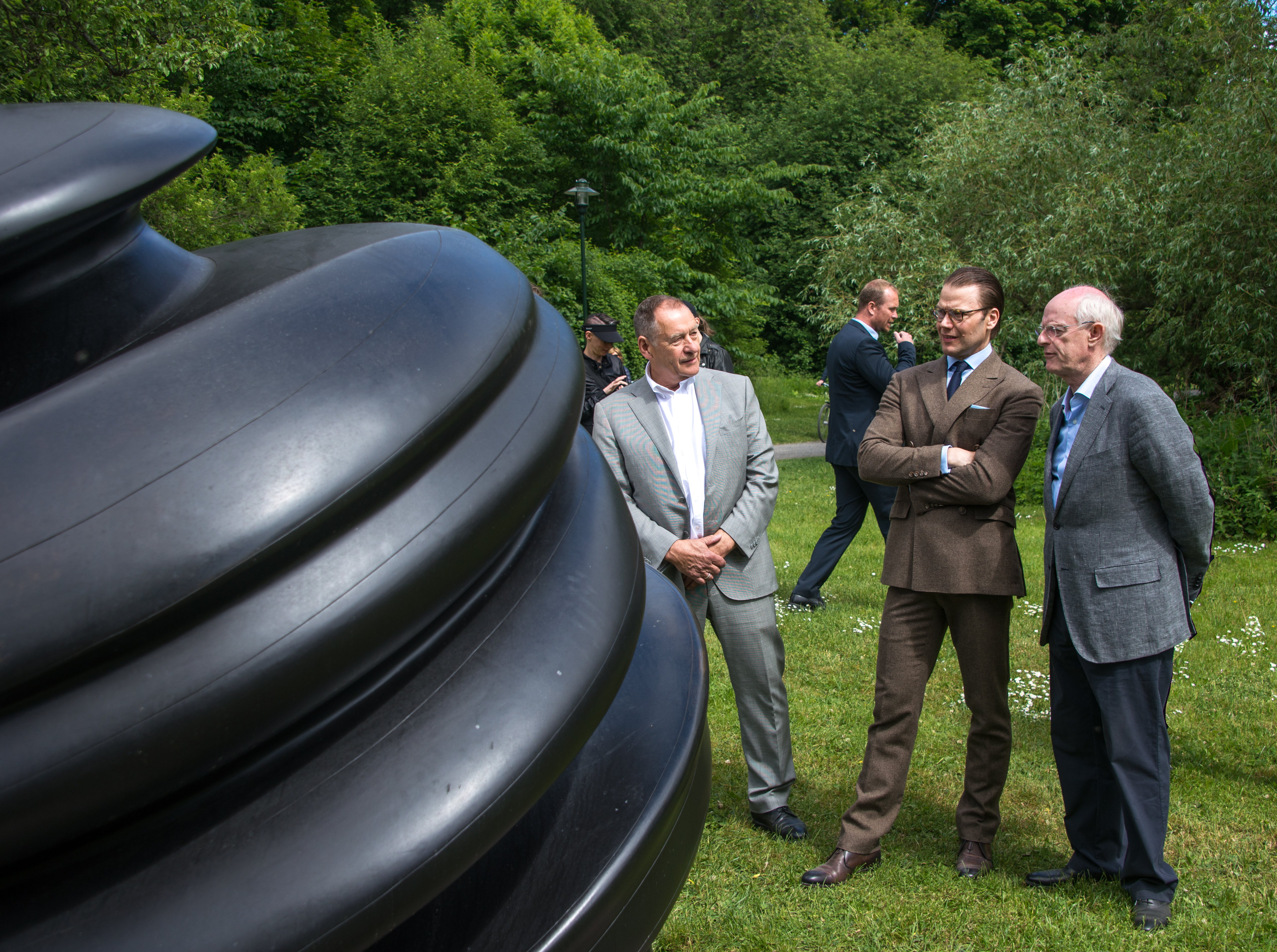
Stefan Andersson (gallerist), Prins Daniel och Tony Cragg efter invigningen av skulpturutställning på Djurgården i Stockholm sommaren 2016.

Anthony Douglas Cragg, född 9 april 1949 i Liverpool, är en brittisk skulptör känd för sin utforskning av okonventionella material, inklusive plast, glasfiber, brons och kevlar.

## Biografi
Tony Cragg arbetade som laboratorieassistent i södra England åren 1966–1968. "Jag jobbade i ett stinkande labb på den tiden och ritade på fritiden." Hans dåvarande flickvän uppmuntrade honom att söka till konstskola. Han studerade vid Gloucerstershire College of Art i Cheltenham 1969–1970, Wimbledon School of Art 1970-1973 och vid Royal College of Art i London 1973–1977. År 1977 flyttade han från Storbritannien till Wuppertal i Tyskland där han varit bosatt sedan dess. Han hade sin första separatutställning 1979 på Lisson Gallery i London.
Tony Craggs hade sitt genombrott i början av åttiotalet. Sedan dess har han ställt ut på de flesta kända museer och konstgallerier i världen.
Tony Cragg har undervisat i Düsseldorf 1988–2001 och Universität der Künste i Berlin 2001–2006 och är sedan 2009 rektor för Kunstakademie Düsseldorf. Han har också en konstnärsverkstad på Tjörn, där han arbetar en del av året, något som gör att han talar något svenska. Nordiska akvarellmuseet hade en utställning med honom 2007 och Tony Craggs verk utgjorde ryggraden i en skulpturutställning på Pilanes gravfält på Tjörn samma år.
År 2016 hade Tony Cragg en sommarutställning av några av hans mest ikoniska monumentalskulpturer ute i naturen på Djurgården i Stockholm. Tillsammans vägde skulpturerna mer än 19 ton. Den högsta, Points of View, var 6,5 meter.

## Konstsyn
Efter uppväxten på farfaderns gård i södra England väcktes en känsla för naturen. Naturen har därefter varit en ständigt inspiration. ”Mina verk kan ta sig organiska uttryck, men min ambition har aldrig varit att kopiera naturen. Jag vill faktiskt inte kopiera någonting.”
Ett återkommande tema i Tony Craggs verk är att bryta av mot det som är rakt, fyrkantigt och platt. Craggs 'skulpturer förkroppsligar ett fryst ögonblick av rörelse, vilket resulterar i virvlande abstraktioner. Ett annat centralt tema i Craggs konstnärskap är intresset för objektet – både naturens egna former och de föremål som är skapade av människan. Craggs skulpturer är poetiska bärare av ett symbolladdat bildspråk, där vår uppfattning av omvärlden sätts ur spel och omprövas.
Många av Tony Craggs tidiga verk är gjorda av upphittade objekt som industriavfall och plast. Ett av hans mest omtalade verk, Britain seen from the North från 1981, avbildade de brittiska öarna på galleriväggen med norr vänt åt vänster. Till vänster om kartan fanns en bild på en man, uppenbarligen Tony Cragg själv, som såg på ön som en främling. Verket, gjort av trasigt skräp, har betraktats som en kommentar till de ekonomiska svårigheter som Storbritannien genomgick då verket blev till och som blev extra kännbara för den norra delen av landet.
I senare verk har Tony Cragg använt mer traditionella material som brons, trä och marmor, men gör fortfarande abstrakta former av dem. Declination (2004), en gulmålad utomhusskulptur i brons som finns på Sandwalls plats i centrala Borås sedan 2007 och i Tony Craggs egen Skulpturenpark Waldfrieden sedan öppnandet 2008, tillhör en serie kallad Early Forms (Tidiga former). Med denna medverkade för övrigt skulptören 2010 vid Borås Internationella skulpturbiennal.

År 1988 Tony Cragg vann Turnerpriset, ’konstens nobelpris’.

## Tony Cragg i världen

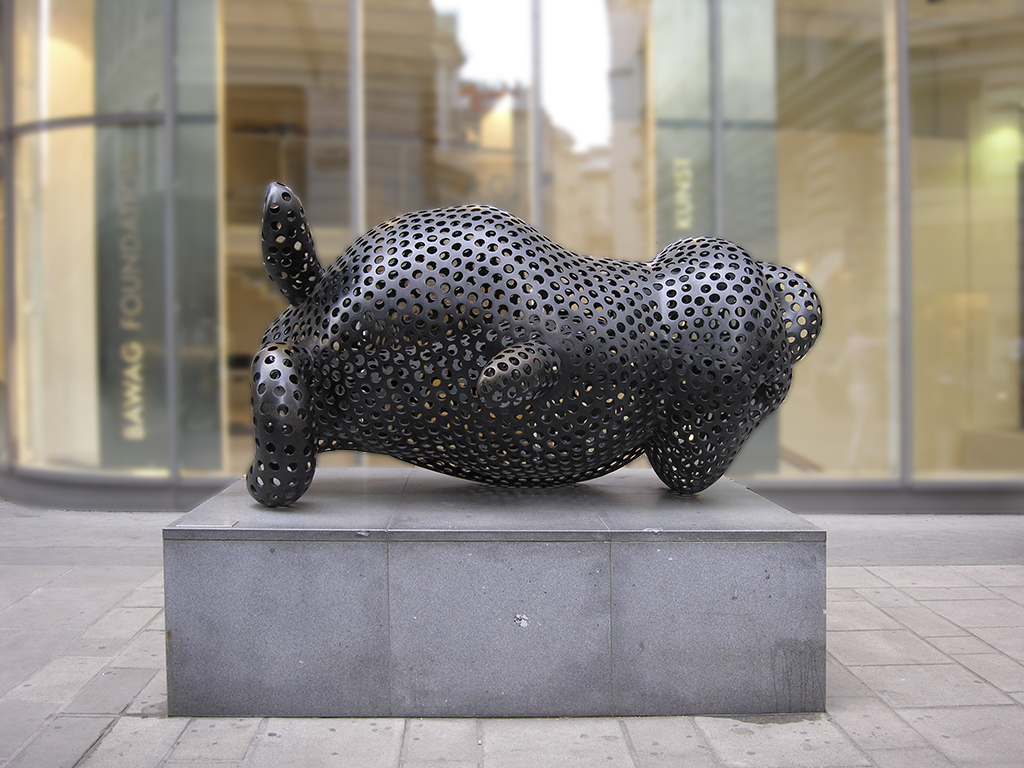
Ferryman, brons, 1997, Wien
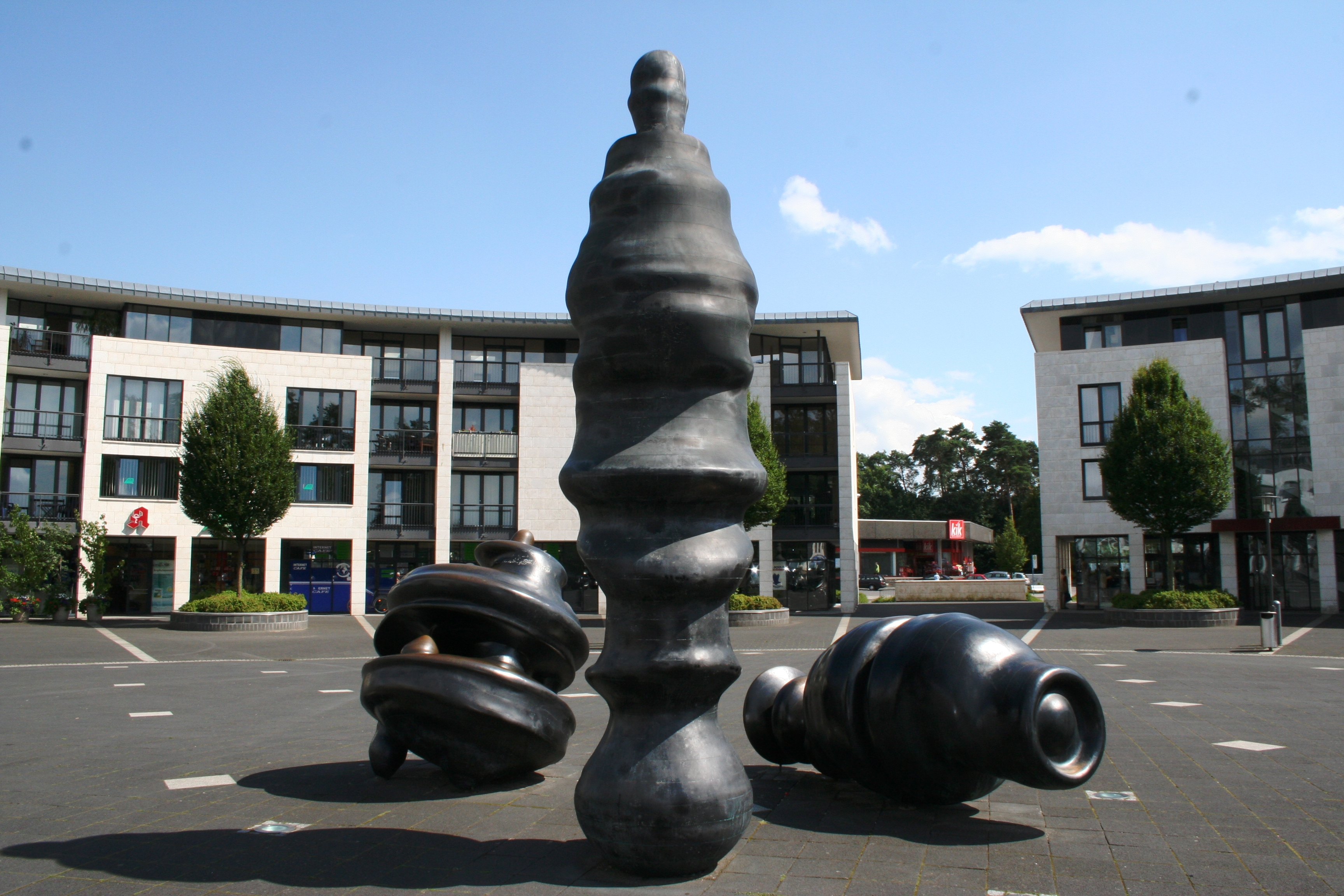
Auf der Lichtung (1997), Bielefeld
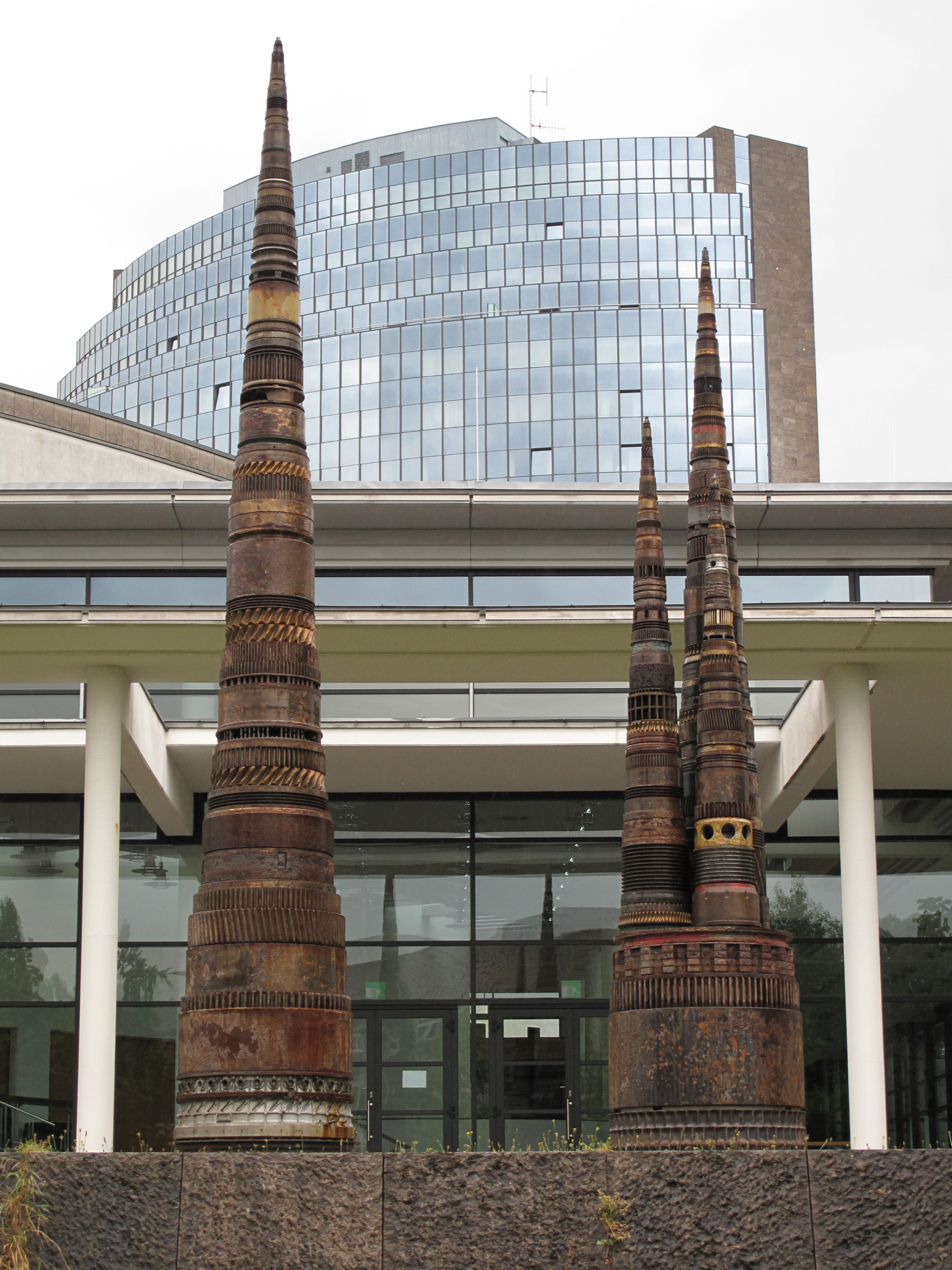
Minster (1998), i Ulm
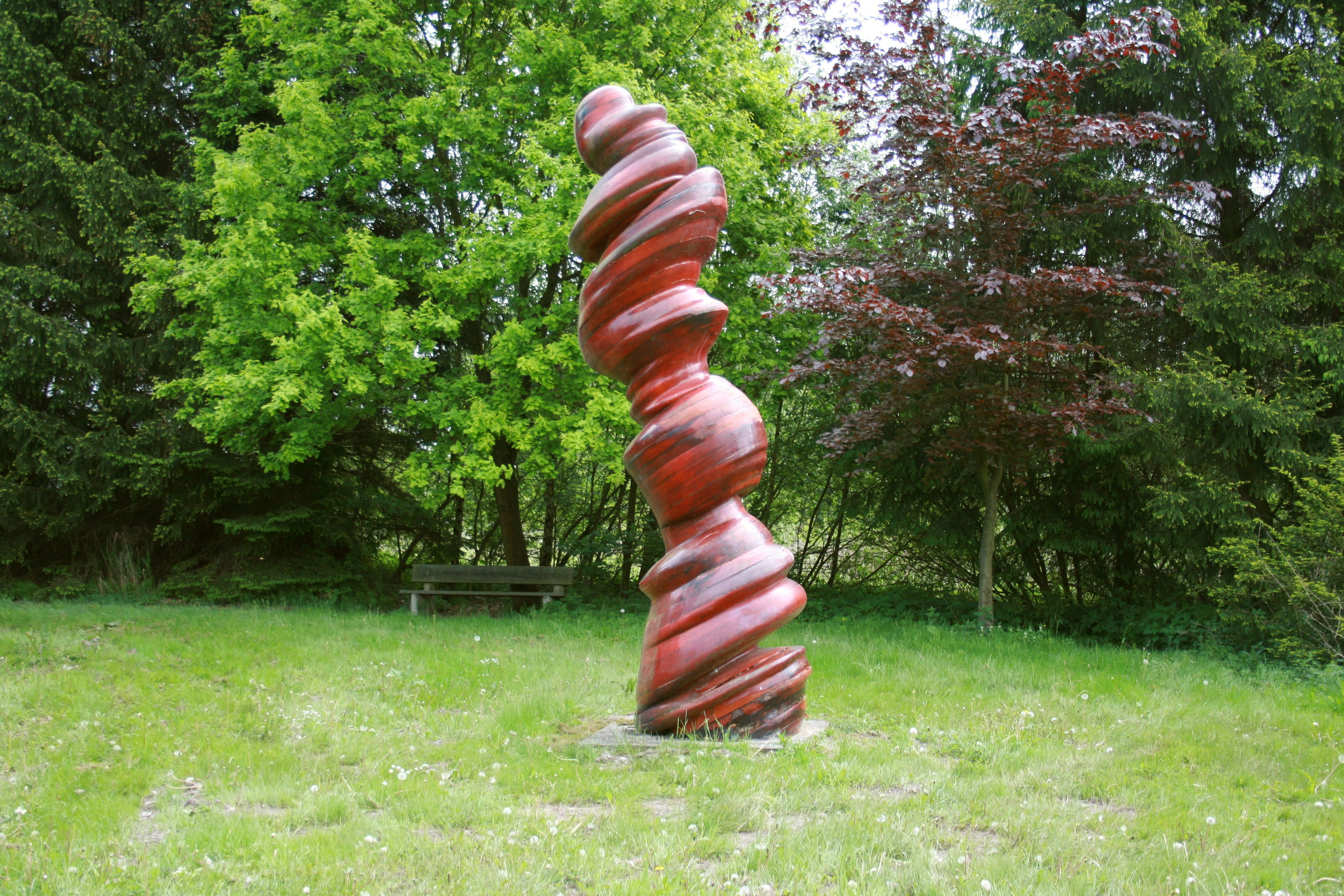
Holzkristall (2000), Neuenkirchen
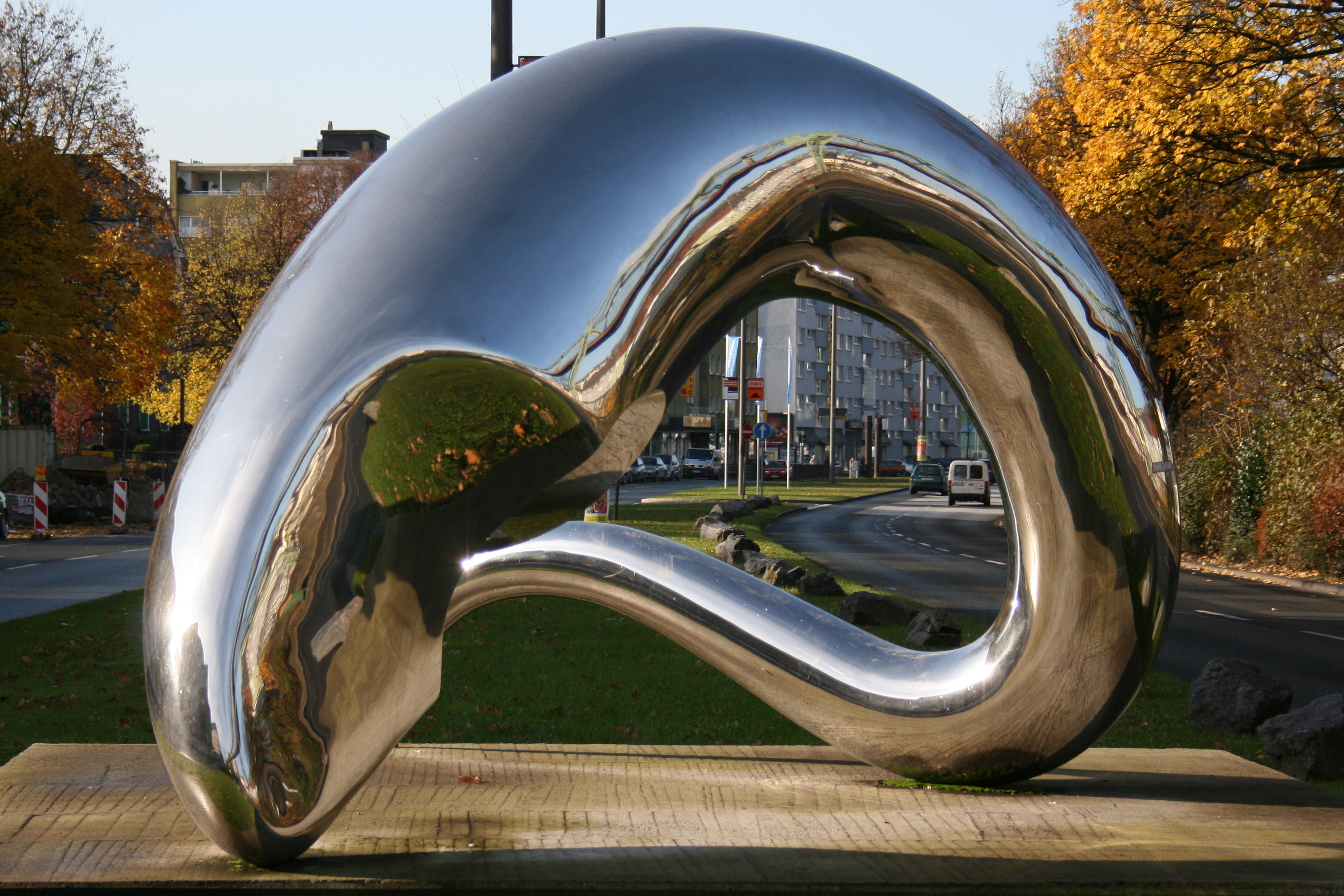
I'm alive (2005), Wuppertal
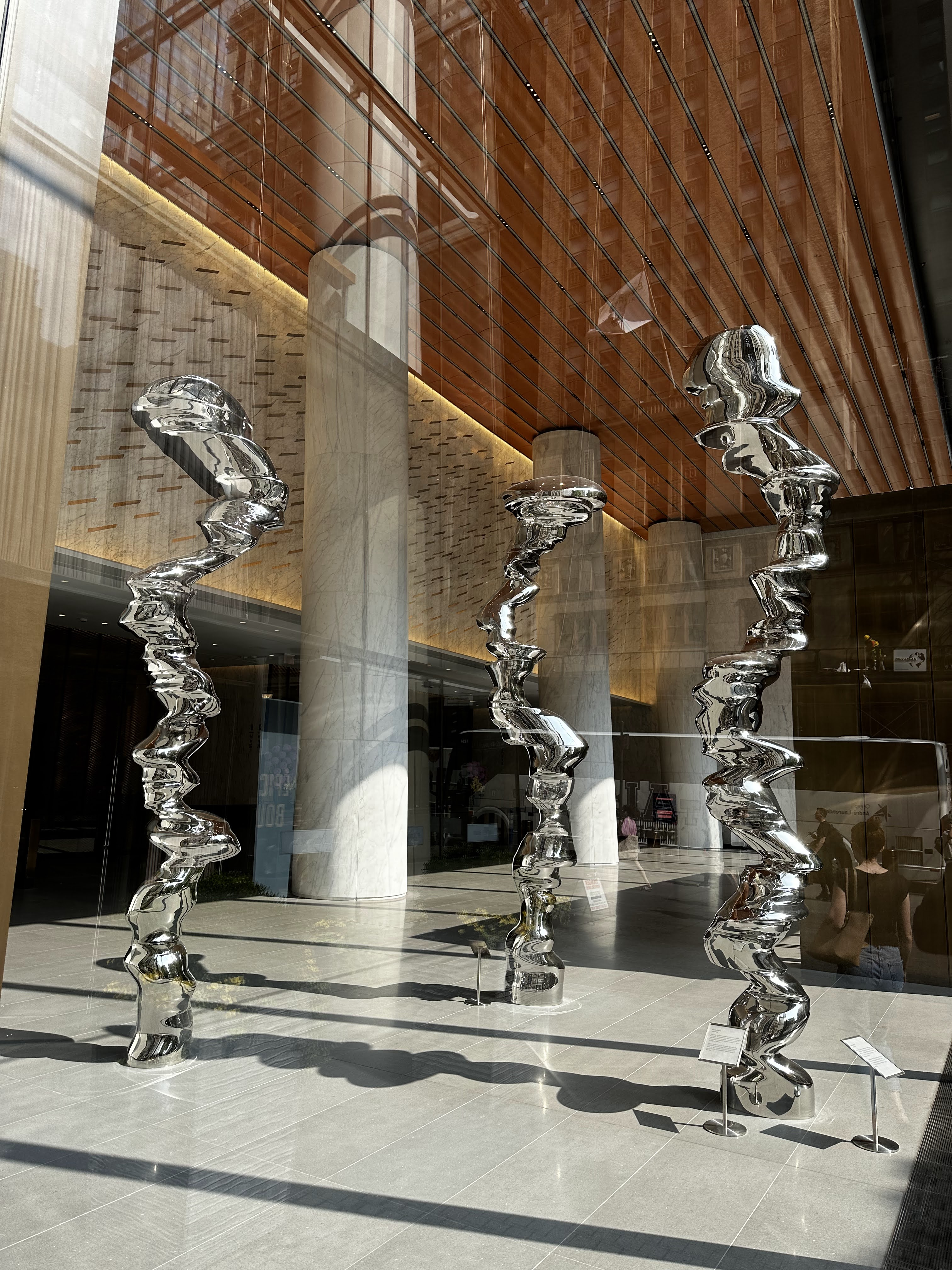
Untitled, One Vanderbilt lobby, New York City 2023

## Tony Cragg i Sverige

Think thing utanför AlbaNova i Stockholm 2002.
Declination på Sandwalls plats i Borås 2004.
Points of View, Djurgården, Stockholm 2016.
Caldera, Djurgården, Stockholm 2016.
Versus, Djurgården, Stockholm 2016.
Pool, Pilane, Tjörn 2024.